# Пословице код Рома (књига)
Пословице код Рома је књига усмене књижевности Рома, на српском коју су приредили Марсел Коуртхијаде (фр. Marcel Courthiade) и Златомир Јовановић, објављена 2019. године у издању Удружење ромских књижевника из Београда.

## О приређивачима
- Марсел Коуртхијаде је рођен 1953. године у ромској породици иѕ околине Ларисе. Дипломирао је студије медицине у Француској, а на катедри ѕа славистичке студије на одсеку српско-хрватски и пољски језик. На Националном институту за орјенталне језике и културу Иналко у Паризу, на одсеку за албански, македонски и пољски, је стекао звање магистра. Докторирао је 1995. године. Објавио је преко 50 књига које се односе на језик и историју Рома, а најзначајније дело које је објавио је речник за ученике средњих школа.[2] Коуртхијаде је умро 2021. године.[1]
- Златомир Јовановић рођен 1963. године у Обреновцу, је културолог, књижевник, новинар и преводилац. Председник је Удружења ромских књижевника. Аутор је више од 12 књига, и коаутор у 15 књига. Аутор је и коаутор уџбеника за учење ромског језика у основним школама. Живи и ствара у Обреновцу.[2]

## О књизи
У књизи Пословице код Рома објављене су пословице које представљају ризницу ромске културе и традиције.
У Предговору кљиге Пословице код Рома уредник издања Марсел Коуртхијаде је написао да се деценијама бавио сакупљањем народних умотворина Рома и да књига чини само део париског издања из 2007. године. Париско издање је прва на свету опширна збирка са око 1.600 пословица. Сем етнолошког значаја збирка омогућава откривање популарне мудрости Рома.